# Furillo
Ignacio Murillo, conegut com a Furillo, és un comicaire espanyol, nascut a Saragossa el 1976. Ha publicat en diversos fanzines i revistes minoritàries, però els seus treballs més populars han estat per a les revistes TMEO i El Jueves. La seva obra normalment s'enquadra dins d'una visió mordaç, surrealista i grotesca d'una particular dissecció d'elements espanyols creuats amb referències a la subcultura pop. Així, sovint presenta un món repugnant i decadent poblat de motards, prostitutes i bars de mala mort en què destaquen personatges com Panzer i El Maestro.

## Biografia

### Infància
Ignasi Murillo va néixer a Saragossa el 1976 es va fer l'educació primària (EGB segons el pla d'estudis de l'època) al col·legi dels pares Escolapis de la mateixa ciutat, i on segons ell "Va ser un estudiant bastant acceptable". De nen llegia sobretot còmics d'Editorial Bruguera (13 Rue del Percebe, Benito Moniato, Capitán Trueno, Corsario de Ferro, Mortadel·lo i Filemó, Novelas Ilustrades) a més de Conan el Bàrbar i Hazañas Bélicas, sent encara en l'actualitat un gran fan de Francisco Ibáñez i La tomba de Dràcula.
A la fi dels 80 va accedir a través d'un quiosc del seu barri on canviaven còmics, a revistes de terror com: Creepy, Dossier Negro, Escorpión, Rufus, S.O.S., Vampirella i altres com El Víbora i sobretot 1984, Cairo i Metal Hurlant.
A principis dels noranta es va enganxar a "Splatter", una revista d'humor gore d'Editorial Makoki.

### Inicis professionals
El 1999 va començar a enviar pàgines a TMEO, però va ser rebutjat inicialment.3 No va ser fins al número 57 de la publicació que va començar a col·laborar regularment. El 2000, va crear el seu personatge "El Maestro".
El 2002, va produir un dels còmics més llargs i independents: ¡Viva Escandinavia!.
Al febrer de 2007 i al costat d'altres 23 destacats comicaires aragonesos, va participar en l'exposició col·lectiva "Aragón tierra de tebeos", celebrada al Centre Joaquín Roncal de Saragossa i comissariada per Juan Royo.
El 2009 també va participar en l'exposició col·lectiva Hartos de Arte, celebrada a la Casa de Cultura de Vitòria.
A la fi de 2014 va sortir al mercat un nou àlbum, la seva aventura més llarga fins a la data (més de cent pàgines): "Nosotros llegamos primero", un space-opera amb gust de cinema espanyol dels 60 sota la premissa que hagués passat si l'Espanya franquista hagués decidit incorporar-se a la carrera espacial. Editat per Autsaider Cómics.
Al febrer de 2015 es va anunciar la nominació de Furillo en la categoria millor obra d'autor espanyol publicada a Espanya el 2014 per la seva obra Nosotros llegamos primero al 33 Saló internacional del còmic de Barcelona.

## Obra
- 2004 Donde hay pelo hay alegría. Ezten Kultur Taldea.
- 2008 Donde hay pelo hay alegría 2.[1] Ezten kultur taldea.
- 2011 El Maestro. Coleción Temeo nº44. Ezten Kultur Taldea
- 2012 Rojo. Autsaider cómics
- 2014 Nosotros llegamos primero. Autsaider cómics.